# Districtul Negrine
Negrine este un district din provincia Tébessa, Algeria.